# Heizleiterlegierung
Heizleiterlegierungen sind Legierungen aus zwei oder mehr Metallen, die einen relativ hohen spezifischen elektrischen Widerstand haben und eine geringe Neigung zur Oxidation besitzen.
Ihre Aufgabe ist es, elektrische Energie in Wärme umzuwandeln.
Durch das Legieren werden positive Eigenschaften der einzelnen Metalle für eine Anpassung an den Einsatzzweck als Heizwiderstand genutzt.

## Funktion und Anwendungsformen
Durch das Fließen elektrischen Stroms wird aus einem Heizleiter als Folge dessen elektrischen Widerstands ein Heizelement, das in seinem Inneren Wärme erzeugt.
Die Stromwärme ist proportional zum Quadrat der Stromstärke und proportional zum Quadrat der an einem gegebenen Heizelement anliegenden elektrischen Spannung.
Heizwendeln sind zu einer Helix gebogene Heizleiter, die in Heizelementen verarbeitet werden (Kochplatten, Raumheizer, Boiler). Heizleiter werden häufig in schützende Keramik-Formteile, Sand oder Quarzglas-Rohre eingelegt bzw. eingebettet. Auch Mikanit dient als Halterung.

## Anforderungen und Beispiele
Heizleiterwerkstoffe sind überwiegend Legierungen. Für besonders hohe Temperaturen wird jedoch Siliziumcarbid, Molybdändisilicid, Platin und –bei Abwesenheit von Sauerstoff – auch Graphit und Wolfram eingesetzt. Reiner Wolframdraht wird dort zum Heizen der Kathoden von Elektronenröhren verwendet.
Der Werkstoff darf bei der Erhitzung nicht schmelzen und muss auch bei oftmaligem Erwärmen und Abkühlen korrosionsfest und zunderbeständig sein. Ziel ist auch eine hohe Festigkeit bei Einsatztemperatur und eine geringe Rekristallisationsneigung.
Um kurze, dicke Heizleiter verwenden zu können (Festigkeit, Korrosion), ist ein hoher spezifischer Widerstand vorteilhaft.
In der folgenden Tabellen sind einige Stoffwerte von als Heizleiter verwendeten Metallen, Legierungen und anderen Heizleiterwerkstoffen unter ihren Handelsnamen aufgeführt.
| Material                        | Spezifischer Widerstand ρ (20 °C) in {\displaystyle \mathrm {\frac {\Omega \cdot mm^{2}}{m}} } | Elektrische Leitfähigkeit ϰ in {\displaystyle \mathrm {\frac {m}{\Omega \cdot mm^{2}}} } |
| ------------------------------- | ---------------------------------------------------------------------------------------------- | ---------------------------------------------------------------------------------------- |
| Reinkupfer (zum Vergleich)      | 0,01720                                                                                        | 60.00                                                                                    |
| Nickel                          |                                                                                                | 14,60                                                                                    |
| Chrom                           |                                                                                                | 06,70                                                                                    |
| Nickelin                        | 0,4 /000 0,33000                                                                               | 03,0 / 02,50                                                                             |
| Manganin                        | 0,43000                                                                                        |                                                                                          |
| Konstantan                      | 0,49000                                                                                        | 02,04                                                                                    |
| 30Mn 70Cu                       | 1,00000                                                                                        | 01,00                                                                                    |
| Nichrome (80 %Ni, 20 %Cr)       | 1,1000                                                                                         | 0,90000                                                                                  |
| Ferrochronin (NiCr15Fe)         | 1,030000                                                                                       |                                                                                          |
| Sicromal (X10CrAlSi13)          | 0,75000                                                                                        |                                                                                          |
| Kanthal® A-1 (FeCrAl-Legierung) | 1,45000                                                                                        | 00,69                                                                                    |
| Mangan                          | 1,44                                                                                           | 00,69                                                                                    |
| Graphit                         | 13,8 …40                                                                                       | 00,025…0,073                                                                             |

Die Auswertung der Zahlen zeigt, dass durch Zulegieren von Nickel und Zink der spezifische elektrische Widerstand gegenüber reinem Kupfer auf das 28fache ansteigt (Nickelin). Wird der Zinkanteil durch Erhöhung des Nickels und nur 1 % Mangan ersetzt (Konstantan), steigt der spezifische Widerstand sogar auf das 30fache gegenüber Kupfer.
Die Auflistung zeigt ferner, dass die Anwesenheit von Eisen, Chrom und Aluminium (siehe Kanthal) in den Legierungen den Widerstand gegenüber solchen auf Kupfer-Nickelbasis nochmals deutlich erhöht. Nickelin mit 0,4{\displaystyle \mathrm {\frac {\Omega \cdot mm^{2}}{m}} } steht die Legierung Kanthal® A-1 (FeCr22Al6) mit 1,45 {\displaystyle \mathrm {\frac {\Omega \cdot mm^{2}}{m}} } gegenüber.
Die Entwicklung als Heizleiter geeigneter Legierungen geht auf den Beginn des 20. Jahrhunderts und noch weiter zurück. Nach der Erfindung der Glühbirne durch Thomas Alva Edison wurde nach Stoffen gesucht, die beständiger als ein Kohlefaden waren und sehr hohe Erhitzung aushielten. Eine Lösung boten Legierungen aus Osmium und Iridium, später aus Osmium und Wolfram (Markenname Osram). Reichlich verfügbares Wolfram (aus Wolframit, Scheelit/Tungsten) mit seinem Schmelzpunkt F = 3380 °C ersetzte Osmium und Iridium (Markenname Tungsram).

### Nickel-Kupferlegierungen
Erste Widerstandsdrähte waren aus Nickelin, einer Legierung aus Kupfer, Nickel und Mangan mit hohem spezifischem Widerstand und einem sehr niedrigen Wärmeausdehnungsbeiwert. Gattungstypisch ist hier das nach dem Marktführer benannte „Isabellin“. Dies gilt auch für Kupfer-Mangan-Legierungen mit Zusätzen nicht nur von Aluminium, sondern noch weiteren Elementen, die insgesamt als Heuslersche Legierungen bezeichnet werden. Ihnen verwandt sind sehr korrosionsbeständige Legierungen mit hohem Nickelgehalt, wie das genormte Konstantan mit 56 % Kupfer und 44 % Nickel, max. 1 % Mangan. Effiziente Heizleiterlegierungen sind auch Zweistoffsysteme aus Nickel und < 20 % Chrom.
Nickel-Kupferlegierungen als Widerstandsmaterial sind in DIN 17471 genormt. CuNi44 wird für Heizwiderstände in Drahtform verwendet. Als Knetmaterial sind die Legierungen unter DIN 17664 normiert. Der Einsatzbereich liegt zwischen 500 und 600 °C, sie schmelzen bei 1230–1290 °C, sind also in der Eisenmetallurgie, auch in einigen Schwermetallbereichen nicht einsetzbar.

### Chromstähle
Ferritische Chromstähle, denen bis zu 5 % Aluminium zur Ausbildung einer korrosionshemmenden Oxidschicht zulegiert werden.
Sie haben einen hohen Schmelzpunkt bei von 5 % auf 2,5–3 % reduzierten Zusatz von Aluminium, in seiner Wirkung unterstützt von bis zu 0,3 % Yttrium, Hafnium und Zirkon.
Legierungen sind z. B. CrAl 25 5, also 5 % und 70 % Eisen, sowie CrAl 20 5 mit 75 % Eisen. Der steigende Eisenanteil bedingt hier austenitische und ferritische Gefügezustände mit entsprechend höherer Temperaturbeständigkeit und Einsatzdauer. Alle aluminiumhaltigen Legierungen sind durch eine sich beim Einsatz bildende, temperaturresistente Schutzschicht aus Aluminiumalphaoxid (Korund) gekennzeichnet.

### Nickel-Chrom-Legierungen
Chromin findet sich bereits 1955 in der Literatur als nicht genormte Legierung „zur Herstellung elektrischer Heizwiderstände“. Sie enthält 83–84 % Nickel, Rest Chrom. Eng verwandt sind Chromel A und Chromel B. Chromel C ist dagegen eine Dreistofflegierung mit 25 % Eisen, 11 % Chrom, Rest Nickel. Alle werden für Heizwiderstände eingesetzt. Chromel P enthält 10 % Chrom, Rest Nickel und wird zusammen mit Alumel-Draht als Thermoelement (Typ K) bis max. 1100 °C (kurzzeitig 1300 °C) verwendet.
Die nach DIN 17470 genormten Heizleiterlegierungen auf Basis von Nickel und Chrom sind sowohl Zweistoff- als auch Dreistofflegierungen mit Eisen als bestimmendem Faktor. Die Norm umfasst NiCr 80 20, NiCr 60 15 mit 25 % Eisen, NiCr 30 20 mit 50 % Eisen, sowie CrNi 25 20 mit 55 % Eisen.

### Kanthal
Kanthal ist eine Handelsmarke der Sandvik-Gruppe für unterschiedliche Elektrowärme-Produkte.
Kanthal war ursprünglich eine in ihrer Zusammensetzung definierte Heizleiterlegierung. Eine Legierung aus Eisen, Chrom und Aluminium mit einer Beständigkeit bis 1400 °C wurde zwar bereits 1931 vom gleichnamigen Unternehmen entwickelt. Später wurde die Marke Kanthal auch für auf Kupfer und Nickel basierenden Heizleiterlegierungen und auch für massive Heizelemente aus Siliciumcarbid (auch bekannt als Silit, Carborundum) verwendet.

## Anwendungsbeispiele
Zum Erzeugen von Wärme aus elektrischem Strom werden die Heizleiter meist isoliert gehaltert und oft zusätzlich durch ein Metallrohr geschützt.
Geräte wie elektrische Küchenherde, Kochplatten, Waschmaschinen und Spülmaschinen, Wasserkocher, Haartrockner, Durchlauferhitzer, Warmwasserboiler, Heizlüfter, Lötkolben, oder Tauchsieder usw. enthalten Heizleiter aus Legierungen.
In der Metallurgie werden beheizbare Kernformen (Hotbox-Verfahren zur Aushärtung kunstharzgebundener Kernsande) mit Heizleitern beheizt, weitere Beispiele sind widerstandsbeheizte Tiegelschmelzöfen oder Öfen zum elektrischen Schmelzen, Warmhalten von Schmelzen und dem Anlassen von Preß- und Walzbarren für die Verarbeitung zu Halbzeug.